# Schlussrechnung
Eine Schlussrechnung ist eine Rechnung, mit der eine abschließende Abrechnung einer Geldforderung unter Einbeziehung von vorläufigen Rechnungen (Abschlagsrechnungen oder ähnlichem) vorgenommen wird. Der Sprachgebrauch ist jedoch nicht einheitlich; so spricht das Umsatzsteuergesetz insoweit von Endrechnung (vgl. § 14 Abs. 5 UStG).
Der Begriff Schlussrechnung wird häufig benutzt bei Werkverträgen und insbesondere Bauverträgen. Bei Bauverträgen treffen die Vertragsparteien häufig besondere Vereinbarungen, z. B. durch Einbeziehung von § 14 Abs. 3 und § 16 Abs. 3 VOB/B.

## Teilschlussrechnung
Als Teilschlussrechnung bezeichnet man eine Schlussrechnung für einen abgrenzbaren Teil der Sachleistung. Sie steht somit im Gegensatz zur Abschlagsrechnung nicht unter dem Vorbehalt einer endgültigen Abrechnung.

## Schlusszahlung
Die Schlusszahlung ist die auf die Schlussrechnung folgende Zahlung. Die Parteien können vereinbaren, dass die Schlusszahlung Nachforderungen ausschließt (vgl. z. B. § 16 Abs. 3 VOB/B).